# Aleksandr Zotow
Aleksandr Władimirowicz Zotow (cyr. Алекса́ндр Влади́мирович Зо́тов; ur. 27 sierpnia 1990 w Askiz) – rosyjski piłkarz grający jako pomocnik.

## Kariera piłkarska
Wychowanek Spartaka Moskwa, w Priemjer-Lidze zadebiutował w 2008 w meczu z Łuczem Władywostok.
W 2011 został wypożyczony do Żemczużyny Soczi, grającej w Pierwszej Dywizji; po rozwiązaniu Żemczużyny wrócił do Spartaka. Potem był jeszcze wypożyczany do Tomska (2012), Szynnika (2013) i Arsenału Tuła. Występował też w drużynie Spartak-2.
W 2013 znalazł się w kadrze Rosji na ME U-21.
Przed sezonem 2016/17 podpisał trzyletni kontrakt z Dinamo Moskwa. W 2018 roku został zawodnikiem klubu Jenisej Krasnojarsk.